# Красный Череп
Кра́сный Че́реп (англ. Red Skull) — имя нескольких персонажей из комиксов, издаваемых компанией Marvel Comics. Все персонажи являются врагами Капитана Америки, других супергероев и Соединённых Штатов в целом.
Первые два Красных Черепа были агентами нацистской Германии, а третий был коммунистом. Впервые Красный Череп появился в комиксе Captain America Comics #1 в марте 1941 года. Им был Джордж Максон (англ. George Maxon). Впоследствии Максон оказался агентом настоящего Красного Черепа — Иоганна Шмидта (англ. Johann Schmidt), которого Щ.И.Т. охарактеризовал, как одну из величайших угроз для человечества. Кроме того, Шмидт признанный заклятый враг Капитана Америки. Третьим был Альберт Малик. Следующей стала Синтия Шмидт.
В Кинематографической вселенной Marvel персонажа сыграли Хьюго Уивинг в «Первом мстителе» (2011) и Росс Маркуанд в «Мстители: Война бесконечности» (2018) и «Мстители: Финал» (2019).

## Биография

### Иоганн Шмидт

#### Время Второй мировой войны
История Шмидта трагична с момента его появления на свет. Родился в небольшой деревне на границе Германии. Мать умерла при родах. Отец, винивший в этом маленького ребёнка, решил убить его, но был остановлен доктором, который принимал роды. Отец Иоганна так и не смог этого пережить и вскоре покончил с собой. Так юный Иоганн попал в приют. Жил он замкнуто, ненавидя всех и каждого. Позже, считая, что все окружающие виноваты в трагедии его жизни, он сбежал из приюта, нищенствуя и воруя. Чуть позже он устроился уборщиком в магазин, принадлежащий еврею. Он был влюблен в его дочь и желал близости с ней. Но, получив отказ, он убил её в припадке гнева шваброй.
После этого ему пришлось вернуться на улицы и скрываться от правосудия. Он считал это крайне несправедливым, и его ненависть к человечеству росла всё больше и больше. Повзрослев, он получил работу коридорного в одном из самых известных отелей Германии. Как оказалось, вскоре в данный отель прибывает Гитлер, и Иоганну выпала честь следить за его номером. Однажды он застал фюрера, когда тот отчитывал одного из офицеров Гестапо за то, что он упустил сбежавшего из Германии шпиона. Тогда Гитлер показывает на юного Шмидта, говоря, что даже из него может воспитать самого великого арийского солдата. После этой фразы фюрер решил повнимательнее приглядеться к парню, в глазах которого он увидел искру той же мечты, что и у него. Таким образом, Иоганн попал на службу в армию Рейха.
Он обучался с огромным рвением, но Гитлер не был доволен уровнем его подготовки. Поэтому он отстранил всех тренеров и решил самолично обучать молодого человека. Иоганн долго и упорно тренировался, представая перед правителем рейха, как фигура идеального нациста в искривленном понимании фюрера. Он становится правой рукой Адольфа и вторым самым влиятельным человеком в мире. Иоганн не нес ответственность ни перед кем, кроме фюрера.
Первым заданием было убийство его первого тренера, который был не в состоянии его обучить. Что он и проделал с огромной жестокостью. Пытаясь и далее вселять страх в сердца врагов рейха, Иоганну выдают особую красную маску, по виду напоминающую череп, которая должна была показать всю ненависть и злобу его души. Так появился Красный Череп.
Ещё до 1940-х Красного Черепа послали шпионить в США. Штаты в ответ на Красного Черепа выдвинули своего героя: Капитана Америку. После того, как США официально вступили во Вторую мировую войну, Капитан Америка становится главным противником Красного Черепа. И спустя много лет был убит в одной из схваток.

## Силы и способности
Хотя у него нет сверхчеловеческих способностей, Красный Череп обладает высоким интеллектом и изобретательностью, а также является очень одаренным подрывным стратегом и политическим деятелем. В какой-то момент разум Красного Черепа населял тело, клонированное от тела Капитана Америки, которое обладало мутагенными изменениями, вызванными формулой суперсолдата. Таким образом, он был наделен телом, которое находилось в идеальном физическом состоянии, с силой, скоростью, ловкостью, рефлексами, координацией, балансом и физической выносливостью, превосходящей таковую у олимпийского спортсмена. Несмотря на шрам, покрывающий его лицо и голову, его чувства все еще были выше среднего. Его показали как превосходного мастера боевых искусств, хотя он никогда не был на одном уровне с самим Капитаном Америкой; первоначально его тренировали немецкие спортсмены, назначенные Гитлером. Но потом его тренировал сам Гитлер, так как он сам знал в чем его недостатки.
Разделив тело Александра Лукина, он потерял свои сверхчеловеческие способности. С тех пор он живет в одном из тел андроидов, созданных Арнимом Зола, с повышенной выносливостью и устойчивостью.
Обычно он вооружался хитрой сигаретой, которая могла запустить смертельный ядовитый газ — его фирменный знак «пыль смерти» — к его жертве. «Пыль смерти» — это красный порошок, который убивает жертву в течение нескольких секунд после контакта с кожей. Пудра заставляет кожу головы жертвы сморщиваться, стягиваться и приобретать красный цвет, вызывая выпадение всех его волос; следовательно, голова жертвы напоминает «красный череп». Он также имеет большой арсенал обычного и современного огнестрельного оружия и взрывчатых веществ.
После слияния своего мозга с мозгом Чарльза Ксавьера, клон Красного Черепа обретает мощные телепатические способности. После того, как клон Красного Черепа был убит в битве с Магнето, он временно превратился в псионическую сущность, похожую на Натиска, значительно увеличив его первоначальные способности, а также дав ему новые, от материальной астральной проекции до полного контроля над ним. Псионическое состояние производит щупальца, энергетические проекции в виде оптических взрывов, в дополнение к значительно усиленному контролю над его психическими способностями, воздействующими на умы всего человечества, чтобы вызвать всемирную ненависть. Однако, вернувшись к своей первоначальной форме, он позже выразил разочарование этой новой силой, поскольку она делает завоевание слишком легким для него, понимая, что он хочет, чтобы люди пресмыкались перед ним по собственной воле, а не просто заставляли людей бездумно подчиняться. Красный Череп в конечном итоге теряет эти способности, когда его схватывает Роуг и забирает к Зверю, который проводит операцию над Красным Черепом, чтобы извлечь элементы мозга Ксавьера из своего собственного.

## Альтернативные версии

### Ultimate Marvel
В Ultimate-вселенной Красный Череп — незаконнорожденный сын Капитана Америки и Гейл Ридчардс. Сразу после рождения он был отнят у матери правительством США и стал объектом изучения программы «Идеальный солдат», как единственный носитель генов Капитана. Мальчик проявлял высокие способности к спорту, наукам, был хорошим шахматистом. Однако психологическая травма, полученная из-за воспитания в неволе и побочное действие сыворотки суперсолдата, эффекты которой достались ему по наследству дали о себе знать: в возрасте 17 лет он сбежал из спецклиники, убив при этом 247 человек. Перед тем, как выйти за порог клиники, он при помощи ножа снял себе кожу с головы, за что и получил своё прозвище. После побега Череп стал наёмником. Одним из первых его заказов стало убийство президента Кеннеди. Вскоре после Ультиматума Череп встретился с отцом, и в рукопашной схватке легко одолел его. Черепу удалось похитить из руин здания Бакстера Космический Куб — артефакт, способный изменять Вселенную по желанию владельца. В ходе спецоперации, проводившейся Алтимейтс и Капитаном Америкой, его удалось нейтрализовать. Вскоре после этого был убит доктором Ласковой, мстящей за смерть своей семьи.

### Marvel Zombies
Красный Череп появляется, как один из зараженных. Лишил жизни Зомби Капитана Америку, однако потом Человек-Паук убил его, отрезав злодею голову.

## Вне комиксов

### Кино
- Скотт Полин сыграл Красного Черепа в низкобюджетном кинофильме 1990 года «Капитан Америка». В отличие от комиксов, в фильме он представлен итальянским мафиози. После разморозки у него нормальное человеческое лицо.

#### Киновселенная Marvel
- Красный Череп, роль которого исполняет Хьюго Уивинг[4], является главным антагонистом в фильме «Первый мститель» (2011)[5]. По сюжету фильма, он был первым суперсолдатом доктора Эрскина и сошёл с ума из-за сыворотки, после чего сбежал. В Центральной Европе он вступает в нацистскую партию, и вскоре зарекомендовал себя как глава одной из тайных военных спецслужб Третьего Рейха — «Гидра».[6]. В фильме его характерная внешность красной лысой головы — побочный эффект сыворотки. В конце Тессеракт телепортирует его в неизвестном направлении, и все считают его погибшим.
- В фильме «Мстители» Красный Череп появился в воспоминании Капитана Америки.
- В фильме «Первый мститель: Другая война» Иоганн Шмидт показан в показанной ИИ Арнима Золы видеозаписи в бункере Щ. И. Та.
- В фильме «Мстители: Война бесконечности» выясняется, что Тессеракт телепортировал его на планету Вормир, где находится Камень Души, где тот стал его хранителем. Красный Череп не смог забрать Камень Души, потому что ему нечем было жертвовать и все эти годы он проклят. По версии режиссеров, когда Танос получил Камень души, Красный Череп освобождается от своего проклятия и ему разрешается покинуть Вормир, продолжая делать то что он хочет. Его сыграл Росс Маркуанд.
- В фильме «Мстители: Финал» также является хранителем Камня Души. Играет его вновь Маркуанд.

### Мультипликация

Красный Череп в мультсериале «Мстители: Величайшие герои Земли»

- Красный череп появляется в мультсериале «Супергерои Marvel» 1966 года. Озвучен Полом Клигманом.
- Красный череп появляется в мультсериале «Человек-паук» 1981 года. Озвучен Питером Калленом.
- Красный череп появляется в мультсериале «Человек-паук и его удивительные друзья».
- Красный череп появляется в мультсериале «Люди Икс». Озвучен Седриком Смитом.
- Красный череп появляется в мультсериале «Человек-паук» 1994 года. Озвучен Дэвидом Уорнером и Эрлом Боеном.
- Красный череп появляется в мультсериале «Супергеройский отряд». Озвучен Стивеном Блумом.
- Красный череп появляется в мультсериале «Мстители, общий сбор!». Озвучен Лайамом О’Брайэном.
- Красный череп появляется в мультсериале «Мстители. Величайшие герои Земли». Озвучен Стивеном Блумом.
- Красный череп появляется в мультсериале «Финес и Ферб: Миссия Marvel». Озвучен Лайамом О’Брайэном.
- Красный череп появляется в послетитровой сцене мультфильма «Железный человек и Халк: Союз героев». В русской версии озвучен Максимом Сергеевым.
- Красный череп появляется в мультипликационном фильме «Железный человек и Капитан Америка: Союз героев». Озвучен Лайамом О’Брайэном.

## Критика и отзывы
- Красный Череп занял 14-е место в списке 100 величайших злодеев комиксов по версии IGN[7].
- Злодей получил 21-е место в списке 100 величайших злодеев журнала «Wizard»